# Eugène Appert
Eugène Appert, född 1814 i Angers, död 1867 i Cannes, var en fransk konstnär.
År 1837 reste han till Paris och blev elev till Jean Auguste Dominique Ingres. Han gjorde talrika värdefulla målningar, bland annat ett porträtt av påven Alexander III (numera i ett museum i Luxemburg) och historiemålningen "Nero framför Agrippinas livlösa kropp" (numera i museet i Montauban). Han var riddare (chevalier) av Hederslegionen.
Appert var också verksam som fotograf och anses ha skapat världens första politiska fotomontage omkring 1871. I den bilden häcklar han Pariskommunen genom att fabricera en massavrättning.